# Onafhankelijkheidspartij (Hongarije)

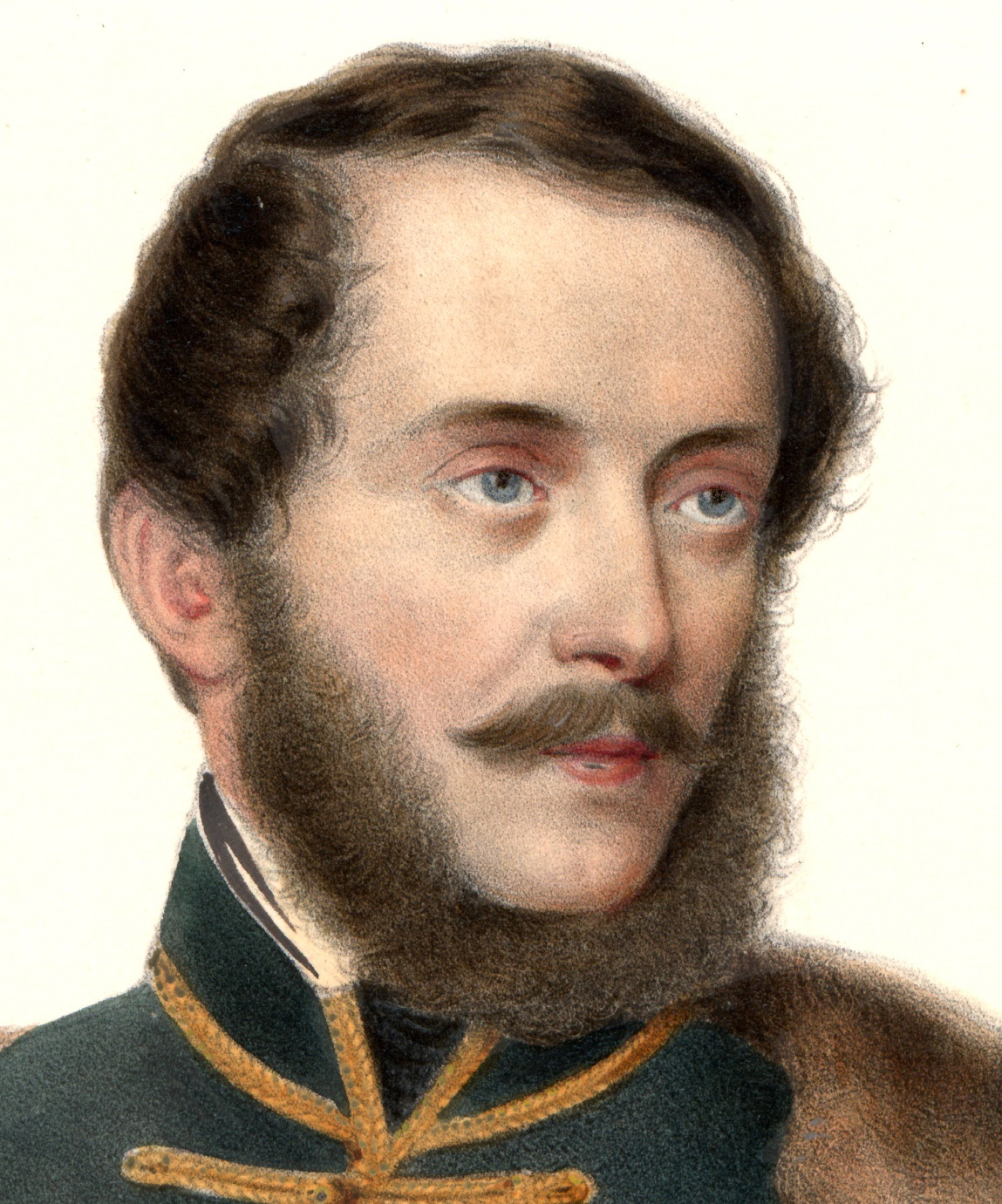
Lajos Kossuth

De Onafhankelijkheidspartij (Hongaars: Függetlenségi és Negyvennyolcas Párt, "Partij van de Onafhankelijkheid en '48") werd op 17 mei 1874 opgericht in het Koninkrijk Hongarije als opvolger van de Nationale Partij 1848.
De partij was een smeltkroes van nationalistische oppositie in de traditie van Lajos Kossuth en de Hongaarse Revolutie van 1848 en richtte zich in eerste instantie op de adel uit het middensegment. Ze keerde zich tegen de Ausgleich van 1867 en streefde naar een volledige Hongaarse onafhankelijkheid – of minstens een personele unie van Oostenrijk en de Habsburgers. Op 29 september 1884 werd de partij opnieuw opgericht door Albert Apponyi als een fusie met de voormalige Partij van 1848.
Bij de Hongaarse parlementsverkiezingen van 1905 verloor de Liberale Partij voor de eerste keer sinds 1867 haar meerderheid in de Rijksdag en vormde de Onafhankelijkheidspartij onder leiding van Ferenc  Kossuth een coalitie met een parlementaire meerderheid. Dit leidde tot de Hongaarse crisis, met als resultaat dat de partij voor de eerste keer in de regering vertegenwoordigd was. In de regering van Sándor Wekerle van 1906 werd de partij drie ministerposten toebedeeld. Op 12 november 1909 splitste de partij zich in een gematigde en een radicale vleugel. Na een korte heroprichting door Wekerle in 1918, werd de Onafhankelijkheidspartij al in november datzelfde jaar voorgoed ontbonden.